# Kumpitz (Katastralgemeinde)
Kumpitz ist eine von sieben Katastralgemeinden der Gemeinde Fohnsdorf, die aus den Orten Kumpitz und Steinmetzgraben sowie einigen Einzelgehöften und Siedlungen besteht. Die 12,88 Quadratkilometer große Katastralgemeinde Kumpitz wird von 136 Menschen bewohnt (Stand: 2023).

## Bevölkerung
Die Katastralgemeinde Kumpitz wird von 136 Menschen bewohnt, im gleichnamigen Ort sind es 119 Einwohner und im gleichnamigen Zählsprengel 141 (Stand bei allen drei: 2023).

## Geographie
| Pöls-Oberkurzheim (Allerheiligen) | Gaal (Gaal)                                 |             |
| Pöls-Oberkurzheim (Allerheiligen) | Kompassrose, die auf Nachbargemeinden zeigt | Dietersdorf |
| Judenburg (Tiefenbach)            | Judenburg (Waltersdorf)                     |             |

Beim Ort Passhammer treffen sich die drei Gemeinden Fohnsdorf (Katastralgemeinde Kumpitz), Judenburg (Katastralgemeinde Tiefenbach) und Pöls-Oberkurzheim (Katastralgemeinde Allerheiligen). Die Grenze zwischen der Katastralgemeinde Kumpitz und der Katastralgemeinde Allerheiligen bildet der Allerheiligenbach, die Grenze zwischen der Katastralgemeinde Kumpitz und der Katastralgemeinde Tiefenbach die Pöls, die in diesem Abschnitt als Pölsfluss bezeichnet wird. Die drei Gemeinden stoßen bei der Einmündung des Allerheiligenbachs in den Pölsfluss aufeinander.
Nördlich, in den Allerheiligengraben, bildet weiterhin der Allerheiligenbach die Grenze zwischen den Katastralgemeinden Allerheiligen und Kumpitz, etwa bis auf Höhe der Karlbauerhütte. Danach zweigt die Grenze nach Nordosten ab, wobei das Gerinne 624609 die Grenze bildet. Der nördliche Bergrücken begrenzt die Katastralgemeinde Kumpitz von der Gemeinde Gaal, wobei die Eisenbacherhöhe auf 1534 m ü. A. und das Gaaleck auf 1520 m ü. A. auf der Grenze liegen. Vor der Gaaler Höhe auf 1539 m ü. A. zweigt die Grenze nach Süden ab und begrenzt die Fohnsdorfer Katastralgemeinden Dietersdorf und Kumpitz; das Schutzhaus Gaaler Höhe liegt auf der Grenze. Die Grenze zwischen den Katastralgemeinden Dietersdorf und Kumpitz verläuft durch den Wald und dann über das Feld zwischen den Orten Dietersdorf und Kumpitz. Die letzten Meter vor dem Pölsfluss bildet der Dietersdorferbach die Grenze, wobei die Siedlung Gusterbauerweg in der Katastralgemeinde Kumpitz liegt. Danach verläuft die Grenze entlang des Pölsflusses, der Teil der Pöls ist, nach Westen bis Passhammer.
Im Gebiet der Katastralgemeinde Kumpitz liegen der Vormacherberg auf 1119 m ü. A. und der Zechnerriedel auf 1295 m ü. A. Gewässer sind der Steinmetzgrabenbach, der Reiterbach, der Kumpitzbach und einige unbenannte Gerinne. Der größte Teil der Katastralgemeinde gehört dem Zählsprengel Kumpitz an, lediglich die Siedlung Gusterbauerweg ist Teil des Zählsprengels Wasendorf. Der Zählsprengel Kumpitz umfasst auch Einzelgehöfte am Berg nördlich von Fohnsdorf, die in den Katastralgemeinden Dietersdorf und Fohnsdorf liegen und über den Dietersdorfer Graben und den Fohnsdorfer Graben erreichbar sind.

## Geschichte
Die Katastralgemeinde Kumpitz bildete ursprünglich zusammen mit der Katastralgemeinde Dietersdorf, die aus den Ortschaften Dietersdorf und Wasendorf besteht, die Gemeinde Kumpitz. Mit 1. Juli 1928 wurde die Katastralgemeinde Dietersdorf an die Gemeinde Fohnsdorf angeschlossen. Die danach weiter bestehende Gemeinde Kumpitz wurde am 1. Juli 1948 mit der Gemeinde Fohnsdorf vereinigt.